# Romanones
Romanones – gmina w Hiszpanii, w prowincji Guadalajara, w Kastylii-La Mancha, o powierzchni 28,88 km². W 2011 roku gmina liczyła 130 mieszkańców.